# Druhá vláda Antoniho Ponikowského
Druhá vláda Antoniho Ponikowského byla sedmou vládou Druhé Polské republiky pod vedením Antoniho Ponikowského. Kabinet byl jmenován 10. března 1922 šéfem státu Józefem Piłsudským po demisi předchozí první Ponikowského vlády. Vláda odstoupila 6. června 1922.
Po demisi předchozí první Ponikowského vlády se Wincenty Witos a Stanisław Głąbiński odmítli ujmout sestavení nové vlády. Polská lidová strana Piast odmítla vstoupit do vlády bez účasti Národní dělnické strany. V Konventu seniorů, tedy vedoucích představitelů parlamentu, došlo tedy k hlasování o mimoparlamentních kandidátech na premiéra. Ponikowského podpořila většina parlamentních stran a ten se tak ujal vlády.
Vláda zrušila Ministerstvo kultury a umění a Ministerstvo pro záležitosti bývalého pruského záboru.

## Složení vlády
| Portfej                                            | Ministr / člen vlády          | Strana    | Nástup do úřadu | Odchod z úřadu  |
| -------------------------------------------------- | ----------------------------- | --------- | --------------- | --------------- |
| Předseda vlády                                     | Antoni Ponikowski             | PSChD     | 5. března 1922  | 6. června 1922  |
| Ministr zásobování                                 | Jan Stefan Stoiński           | nestraník | 5. března 1922  | 6. června 1922  |
| Ministr železnic                                   | Ludwik Zagórny-Marynowski     | nestraník | 5. března 1922  | 6. června 1922  |
| Ministr pošt a telegrafů                           | Władysław Stesłowicz          | SPN       | 5. března 1922  | 6. června 1922  |
| Ministr práce a sociální péče                      | Ludwik Darowski               | nestraník | 5. března 1922  | 6. června 1922  |
| Ministr průmyslu a obchodu                         | Stefan Ossowski               | nestraník | 5. března 1922  | 6. června 1922  |
| Ministr veřejných prací                            | Gabriel Narutowicz            | nestraník | 5. března 1922  | 6. června 1922  |
| Ministr zemědělství                                | Józef Raczyński               | nestraník | 5. března 1922  | 6. června 1922  |
| Ministr státního pokladu                           | Jerzy Michalski               | nestraník | 5. března 1922  | 6. června 1922  |
| Ministr vnitra                                     | Antoni Kamieński              | PPS       | 5. března 1922  | 6. června 1922  |
| Ministr vojenství                                  | Kazimierz Sosnkowski          | nestraník | 5. března 1922  | 6. června 1922  |
| Ministr zahraničí                                  | Konstanty Skirmunt            | nestraník | 5. března 1922  | 6. června 1922  |
| Ministr spravedlnosti                              | Bronisław Sobolewski          | nestraník | 5. března 1922  | 6. června 1922  |
| Ministr náboženství a veřejného vzdělávání         | Antoni Ponikowski (úřadující) | PSChD     | 5. března 1922  | 6. června 1922  |
| Ministr veřejného zdraví                           | Witold Chodźko                | nestraník | 5. března 1922  | 6. června 1922  |
| Ministr pro záležitosti dřívějšího pruského záboru | Józef Wybicki                 | nestraník | 5. března 1922  | 13. května 1922 |